# Älveskär
Älveskär, tidigare Elviskär , är en ö (skär) 3 km öster om Lökholm och 5 km norr om Borstö i Nagu, Finland. Den ligger därmed i Skärgårdshavet i kommundelen Nagu i Pargas stad i den ekonomiska regionen  Åboland i landskapet Egentliga Finland, i den sydvästra delen av landet.

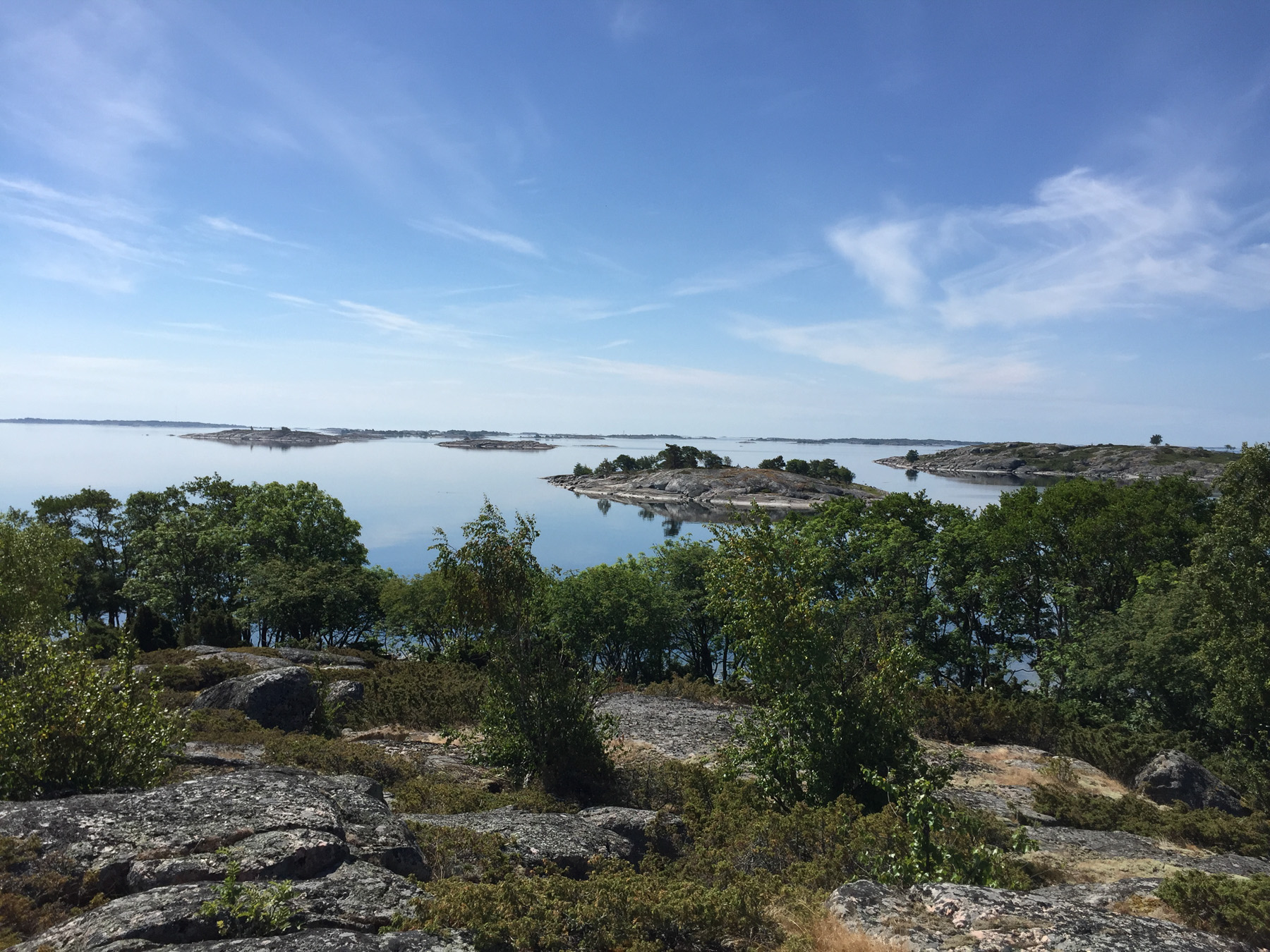
Utsikt från Älveskär mot Borstö

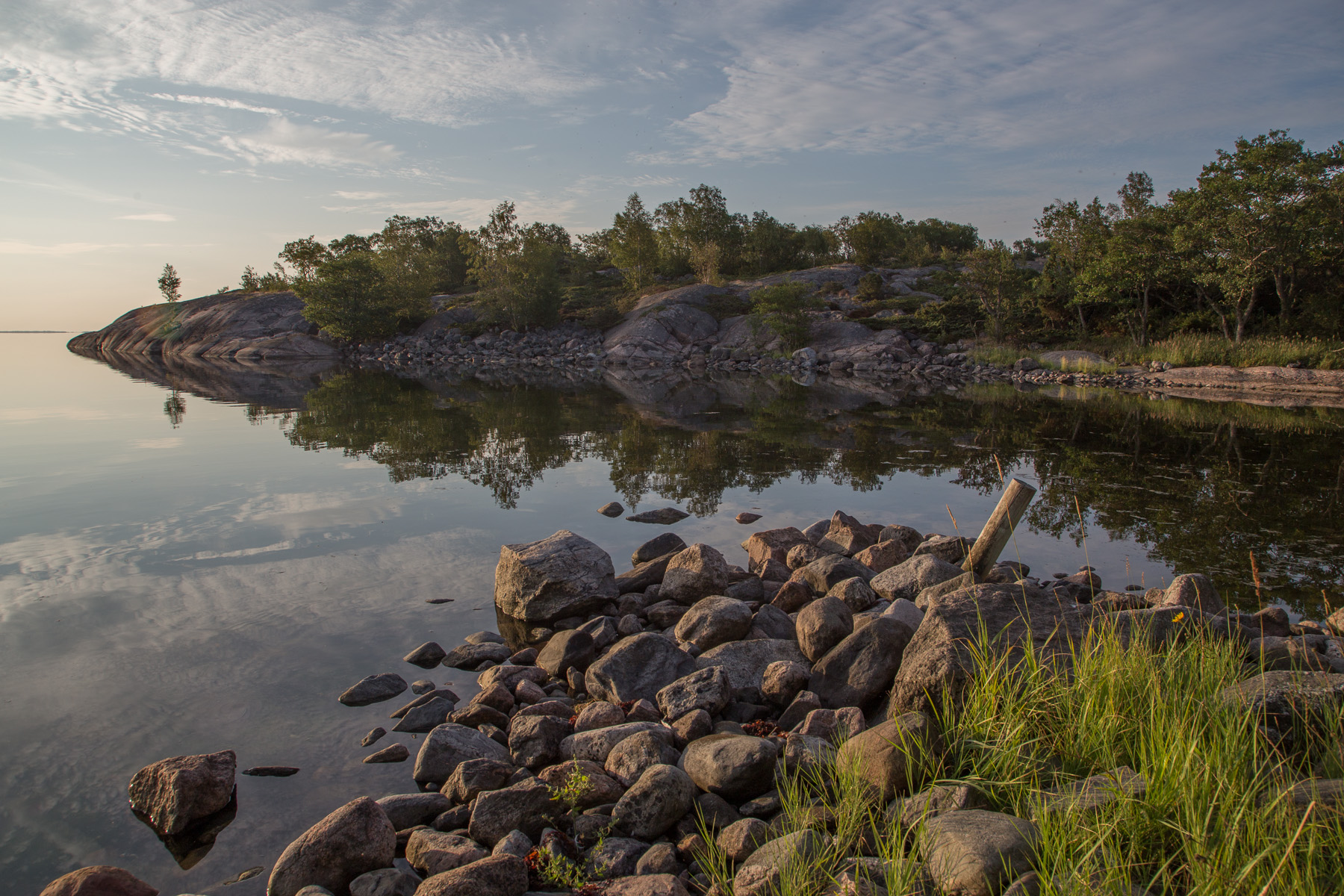
Soluppgång vid Älveskärs norra hamn

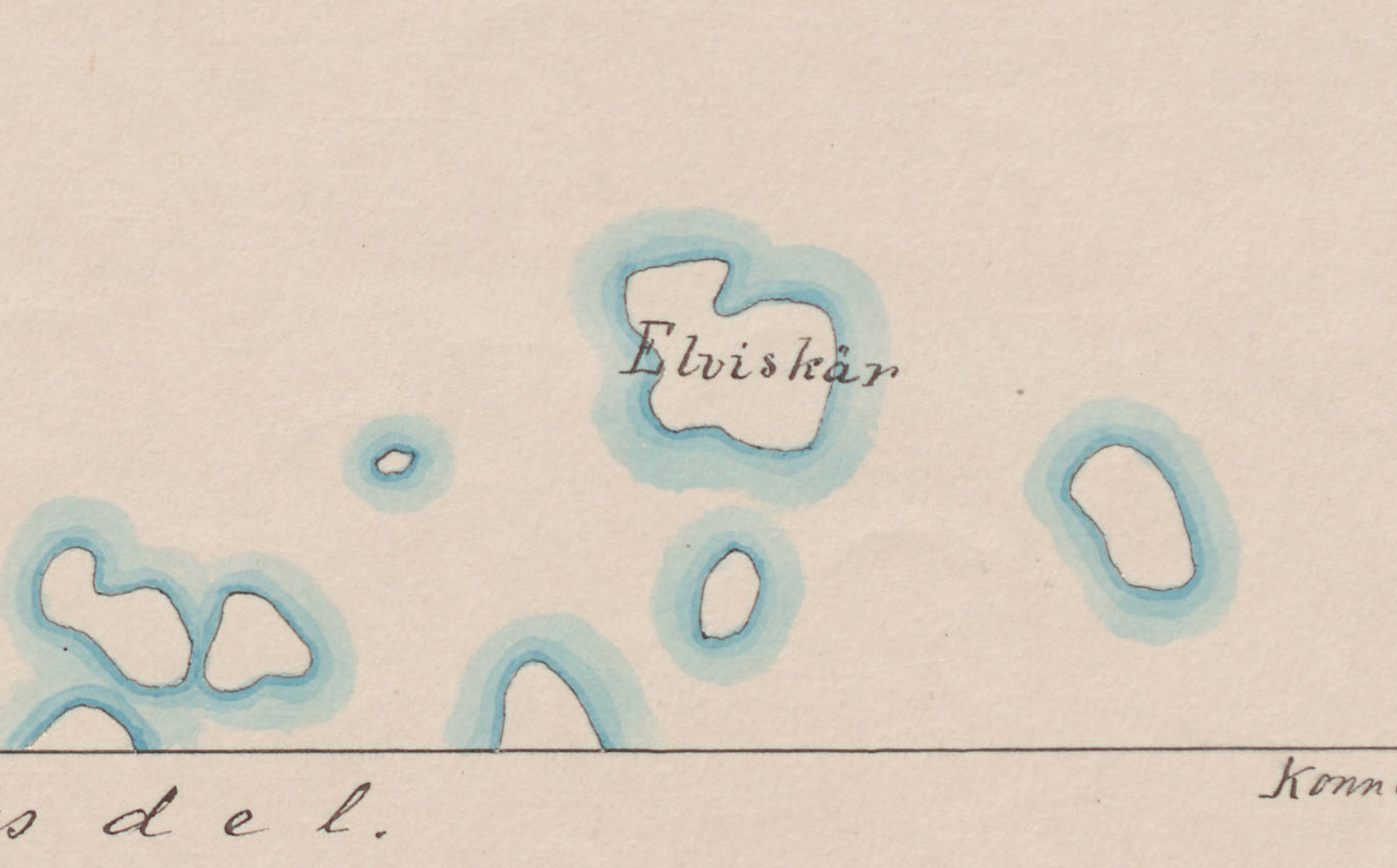
Äldre stavning av Älveskär: Elviskär

## Läge

### Läge inom Skärgårdshavet
Ön ligger 6 km sydsydost om Kopparholm, 10 km ostsydost om Nötö, 10 km ostnordost om Trunsö, 14 km västnordväst om Vänö, 18 km ostnordost om Jurmo i Korpo, 26 km väster om Kasnäs i Hitis, 31 km söder om Kyrkbacken i Nagu centrum, 59 km från Kökar kyrka, 95 km från Långnäs, och 114 km från Mariehamn.

### Läge i relation till övriga orter
I ett större sammanhang betraktat ligger ön omkring 62 kilometer söder om Åbo, omkring 98 km norr om nordspetsen på Dagö i Estland, omkring 137 km nordväst om Hapsal i Estland, omkring 167 km västnordväst om Reval i Estland, omkring 170 kilometer väster om Helsingfors, och omkring 229 km öster om Stockholm.

## Storlek
Öns area är 7,5 hektar och dess största längd är 440 meter i öst-västlig riktning. Ön höjer sig omkring 15 meter över havsytan.

## Kommunikationer
Närmaste förbindelsebåtsbrygga ligger på Lökholm, dit förbindelsebåten Nordep trafikerar på sin väg från Kirjais Österudda till Borstö. Närmaste punkter som nås per landsväg är Kirjais Österudda i Nagu (23 km NNO om Älveskär) och Kasnäs i Hitis (26 km O om Älveskär).

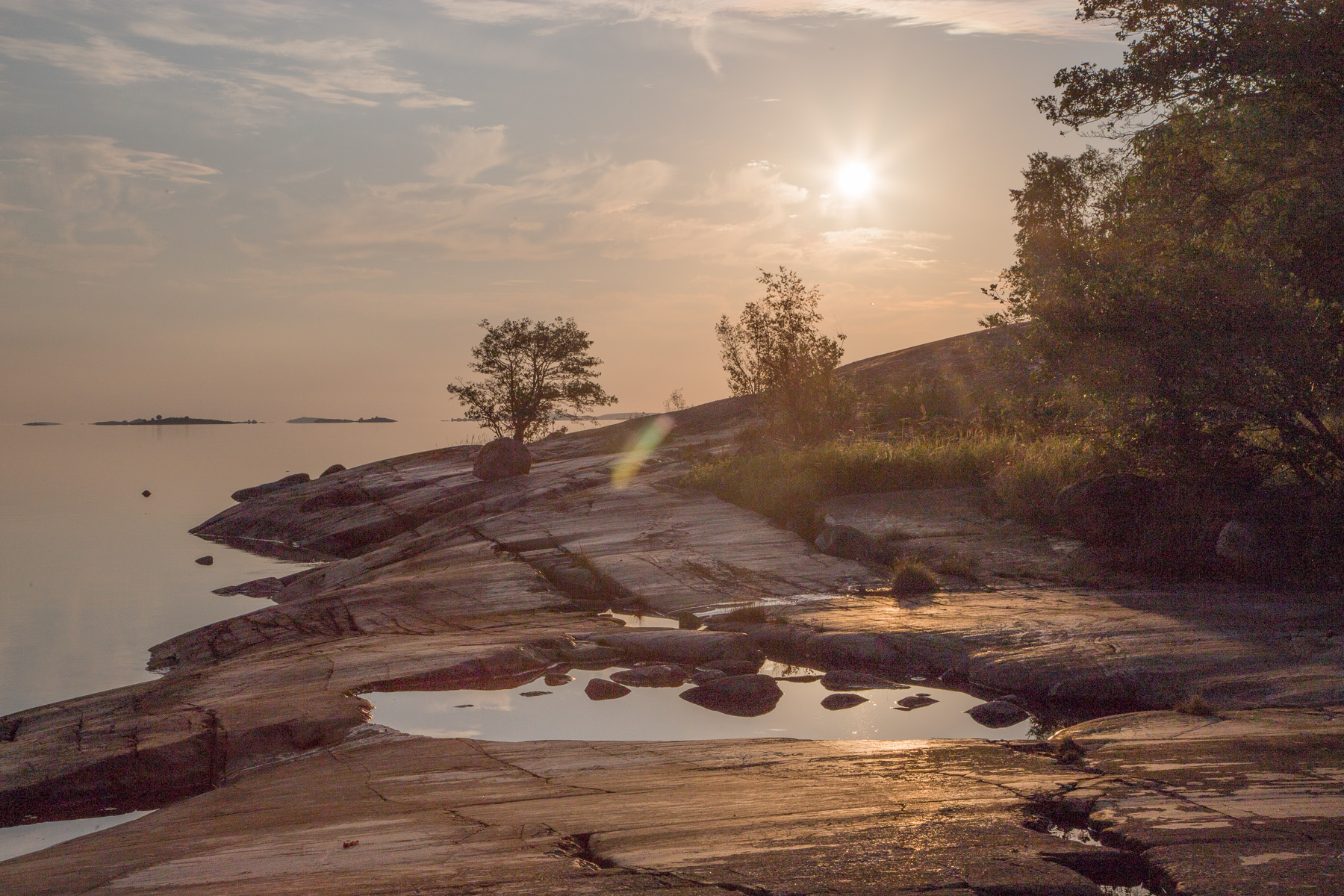
Soluppgång från västra uddens klippor på Älveskär